# Amphiesma craspedogaster
Amphiesma craspedogaster este o specie de șerpi din genul Amphiesma, familia Colubridae, descrisă de Boulenger 1899. Conform Catalogue of Life specia Amphiesma craspedogaster nu are subspecii cunoscute.